# Piotr Polczak
Piotr Polczak, né le 25 août 1986 à Cracovie, est un footballeur international polonais. Il est défenseur au Zagłębie Sosnowiec.

## Biographie
Depuis 2008 et un match face à l'Ukraine, Polczak est international polonais. Il compte cinq sélections.